# Възнесение Господне (Ново село)
Вижте пояснителната страница за други значения на Свето Възнесение Господне.
„Свето Възнесение Господне/Христово“ или „Свети Спас“ (на македонска литературна норма: „Вознесение Господне/Христово“, „Свети Спас“) е средновековен християнски храм в Ново село, Щипско, Северна Македония. Църквата е част от Брегалнишката епархия на Македонската православна църква.
Църквата се намира на лявата страна на реката Отиня в покрайнините на Ново село, отстоящо на 1,5 km източно от Щип.
Представлява еднокорабна църква, за която се смята, че е издигната от войводата Димитър в 1369 г. Оригиналната живопис на църквата не е запазена. Според гръцкия надпис, втори път е изписана в 1601 г. от зографа Йоан, стилово принадлежащ към Линотопската художествена школа. Изписването става от 13 май до 6 юли 1601 г., а в ктиторския надпис са споменати епископ Руфим, свещеникът Дойко и ктиторът Павел Мутафджия.